# Universidad de la Guayana Francesa
La Universidad de la Guayana Francesa o la Universidad de la Guayana (en francés: Université de Guyane)  es una institución educativa que fue creada en 2014 en la Guayana francesa un territorio de Francia en el norte de América del Sur. Se formó a partir de dos campus existentes de la Universidad de las Indias Occidentales y de la Guayana francesa disuelta el mismo año.
Un conflicto sobre la financiación de la Guayana francesa relativa a los estudiantes de las Indias Occidentales llevó a una huelga que paralizó la universidad durante más de un mes durante el año académico 2013-2014, con la facultad, personal y estudiantes pidiendo la separación administrativa. Un acuerdo para poner fin al conflicto se firmó el 11 de noviembre de 2013.
La nueva Universidad de la Guayana francesa fue creada por decreto, el 30 de julio de 2014 en cumplimiento del acuerdo.